# Niederembt
Niederembt is een dorp in, en tevens sinds 2011 een stadsdistrict van de Duitse gemeente Elsdorf, deelstaat Noordrijn-Westfalen. De plaats telde per 31 mei 2024 volgens de gemeentewebsite van Elsdorf 1.403 inwoners. Tot Niederembt wordt ook het gehucht Frankeshoven gerekend.
Niederembt en het westelijke buurdorp Oberembt liggen ten noorden van de hoofdplaats van de gemeente, Elsdorf, en bovendien ten noorden van de verkeersader Bundesstraße 55.
Niederembt is een zeer oud dorp, dat in 1081 voor het eerst in een document wordt vermeld.
Van 1841 tot 1953, voor goederentreinen nog tot 1966, lag Niederembt, als enige plaats in de gemeente Elsdorf, aan een kleine spoorlijn, de Spoorlijn Bedburg - Ameln.

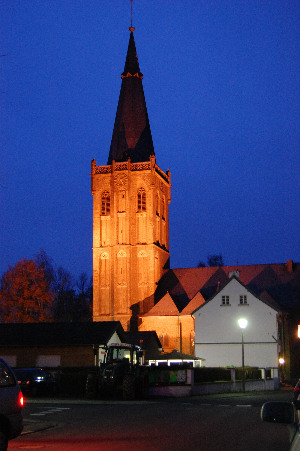
Sint-Maartenskerk, Niederembt
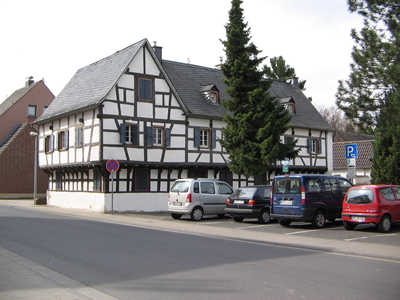
Weißes Haus, Niederembt

Markant is de rooms-katholieke Sint-Maartenskerk in het dorp. De kerk werd gebouwd in de laatste jaren van de 15e eeuw, maar zeer ingrijpend verbouwd, in de stijl der neogotiek, tussen 1893 en plm. 1900.
Gezien vanaf 1554 geldende bouwvoorschriften, waar het gebouw niet aan voldoet, wordt aangenomen dat het historische vakwerkhuis Weißes Haus vóór dat jaar werd gebouwd. Het huis staat onder monumentenzorg.
De wit gepleisterde windmolen, die tussen Esch en Niederembt staat, is na verwoesting tijdens de Tweede Wereldoorlog (1944) herbouwd. De in 2004 voor het laatst gerestaureerde molen is niet meer maalvaardig.
Voor verdere informatie zie onder Elsdorf (Noord-Rijnland-Westfalen).